# Fernando Gaitán
Fernando Gaitán Salom (Bogotá, 1960. november 9. – 2019. január 29.) kolumbiai televíziós forgatókönyvíró.

## Filmjei
- Buscando un campeon (1980)
- Azúcar (1989, 83 epizód)
- Laura... por favor (1991, három epizód)
- Café con aroma de mujer (1993, 134 epizód)
- Guajira (1996, 100 epizód)
- Carolina Barrantes (1998, 166 epizód)
- Betty, a csúnya lány (Yo soy Betty, la fea) (1999–2001, 169 epizód)
- Ecomoda (2001, 26 epizód)
- Amikor az enyém leszel (Cuando seas mía) (2001–2002, 147 epizód)
- Lotte (2006, egy epizód)
- Yo soy Bea (2006)
- Hasta que la plata nos separe (2006, 131 epizód)
- Lety, a csúnya lány (La fea más bella) (2006–2007, 298 epizód)
- Ki ez a lány? (Ugly Betty) (2006–2009, 64 epizód)
- Szerelempárlat (Destilando amor) (2007, 170 epizód)
- Ne daj se, Nina! (2007)
- Maria i ashimi (2007–2008, 319 epizód)
- Hasta que el dinero nos separe (2009, 12 epizód)
- I Heart Betty La Fea (2008–2009, 163 epizód)
- Bela, a Feia (2009–2010, 109 epizód)
- Amor sincero (2010, 156 epizód)
- A corazón abierto (2010–2012, 162 epizód)
- The Ugly Duckling (2015, 20 epizód)
- Garzón vive (2018)